# Marcjalis (imię)
Marcjalis (łac. Martialis) – imię męskie pochodzenia łacińskiego.
Zostało utworzone od imienia boga wojny Marsa (łac. Mārs, Mārtis), znaczyło zatem pierwotnie „należący do Marsa, poświęcony Marsowi”.
Imię to było rozpowszechnione zwłaszcza w Afryce; w Polsce nie zostało poświadczone.
Martyrologium rzymskie wymienia sześciu świętych noszących to imię, natomiast Bibliotheca sanctorum dodaje jeszcze jednego. W większości ponieśli oni śmierć wraz z innymi męczennikami i są czczeni wspólnie z nimi.
Jako przydomek nosił je sławny poeta rzymski z czasów Flawiuszów, Marek Waleriusz Marcjalis.
Marcjalis imieniny obchodzi 16 kwietnia, 30 czerwca i 13 października.

## Odpowiedniki w innych językach
- francuski: Martial[1]
- łacina: Martialis[1]